# Langya Shan
Langya Shan är ett berg i Kina. Det ligger i provinsen Anhui, i den östra delen av landet, omkring 100 kilometer nordost om provinshuvudstaden Hefei. Toppen på Langya Shan är 1 138 meter över havet.
Langya Shan är den högsta punkten i trakten. Runt Langya Shan är det tätbefolkat, med 266 invånare per kvadratkilometer. Närmaste större samhälle är Chuzhou, 5,5 km nordost om Langya Shan. Trakten runt Langya Shan består till största delen av jordbruksmark.
Genomsnittlig årsnederbörd är 1 283 millimeter. Den regnigaste månaden är juli, med i genomsnitt 307 mm nederbörd, och den torraste är december, med 29 mm nederbörd.